# Glossaire des titres et fonctions dans l'Empire byzantin

## Présentation

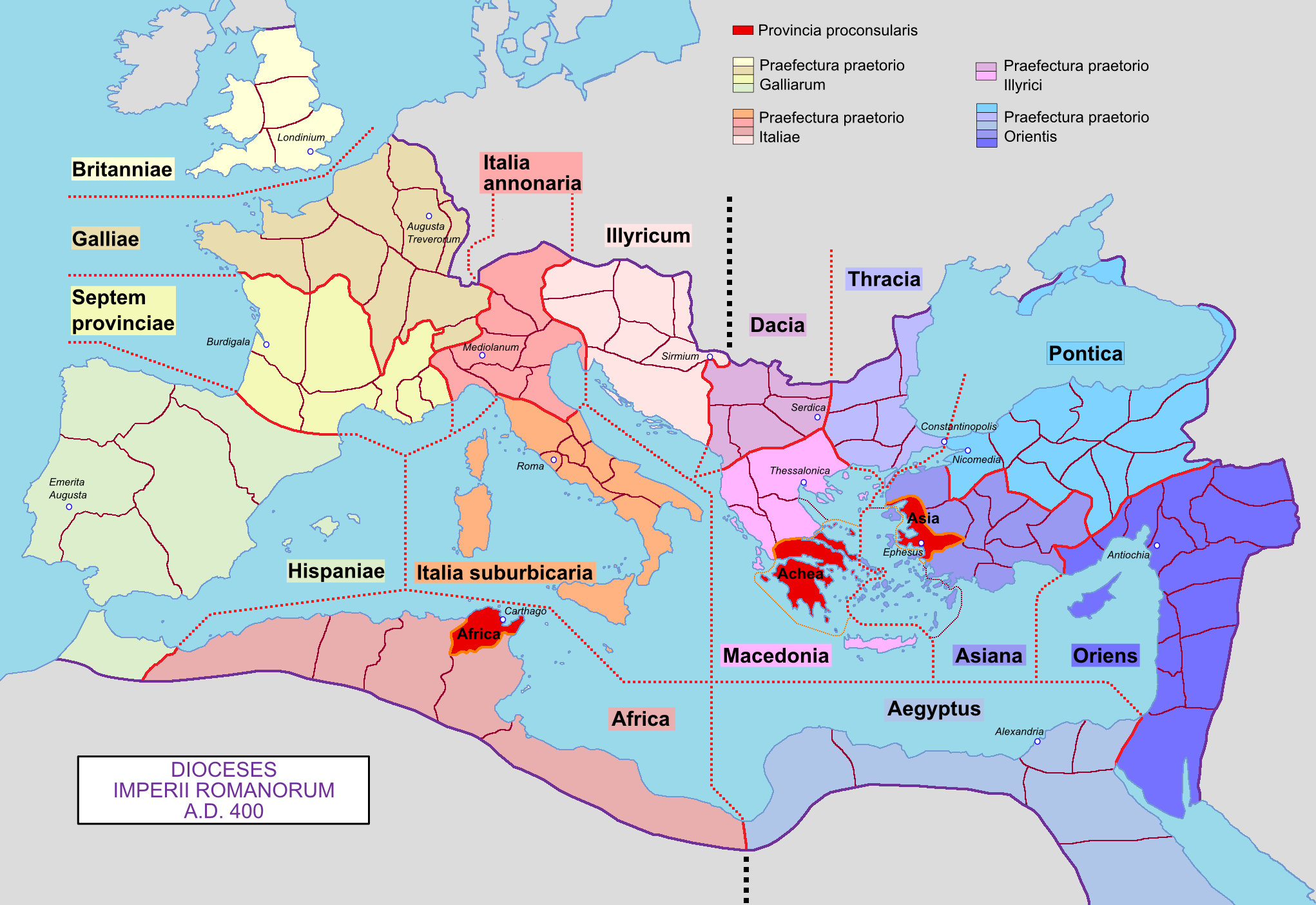
Structure administrative de l'Empire romain à l'époque de la Notitia Dignitatum (env. 400)

Le Glossaire des titres et fonctions dans l’empire byzantin recense par ordre alphabétique les principaux titres et fonctions que l’on trouve dans les articles de Wikipédia consacrés à cet empire. Pour une description plus élaborée de chaque terme ou pour comprendre le rôle que chaque fonction jouait dans l’État (palatine, administrative, militaire, etc.), voir l’article « Liste de titres byzantins ». L’Église et l’État exerçant une influence politique importante, sont inclus un certain nombre de termes appartenant au domaine ecclésiastique. Sont également inclus quelques titres et fonctions utilisés dans l’empire ottoman susceptibles d’être fréquemment rencontrés dans les textes portant sur les relations entre les deux empires.
Dans l'empire byzantin, tout fonctionnaire porte à la fois un titre qui désigne l'emploi qu'il occupe en même temps qu'un autre, honorifique, indiquant son grade dans la hiérarchie impériale. Toutefois, il faut tenir compte qu’au cours des siècles, titres et fonctions ont considérablement évolué. Des fonctions très importantes à l’origine se vidèrent de leur contenu pour devenir de simples titres honorifiques, lesquels en se multipliant finirent par perdre leur prestige mais conservèrent leur importance puisque titres et fonctions déterminaient la préséance de chaque dignitaire à la cour impériale. 
Bien qu’il puisse être difficile de distinguer entre titres et fonctions les uns et les autres étaient conférés de façon différente. Les fonctions étaient soumises à la délivrance d’un acte de nomination (διά λόγου), alors que les titres étaient conférés par l’octroi d’insignes (διά βραβειών – sens premier du mot « brevet »). Ainsi, le Kletorologion écrit par Philothéos en 899 distingue dix-huit titres  allant de stratèlatès au bas de l’échelle à César. De la même façon, il regroupe les hauts fonctionnaires en sept catégories et leurs subordonnés en trois classes. 
Dans ce glossaire, le premier terme de l’entrée désigne le titre ou la fonction tel qu’on le trouve généralement écrit avec l’alphabet latin (le « k » et le « c » étant fréquemment interchangeables); le deuxième, sa transcription française ou sa traduction s’il y a lieu; le troisième, sa graphie en alphabet grec byzantin. Les termes en caractères gras dans le corps d’un texte renvoient à des entrées complètes. 
- Haut – A
- B
- C
- D
- E
- F
- G
- H
- I
- J
- K
- L
- M
- N
- O
- P
- Q
- R
- S
- T
- U
- V
- W
- X
- Y
- Z

## A
Abydikos (abydikos) [ἀβυδικός] : À l’origine désignait le fonctionnaire dirigeant la navigation sur l'Hellespont ; par la suite le terme prit un sens générique et s’appliqua à tout fonctionnaire régissant la navigation.
Agentes in rebus (agentes in rebus, lit. « ceux qui agissent dans les choses »)  [άγγελιαφόροι, « messagers » ou μαγιστριανοί, « hommes du maitre »] : Corps dépendant du magister officiorum créé probablement par Dioclétien et qui avait pour fonction de transporter les messages impériaux. Du IVe siècle au VIIIe siècle ils sont divisés en cinq classes et sont employés à des tâches très diverses: enquêtes policières, organisation des transports de troupes, contrôle des usagers de la poste impériales (dromos) Ils succédèrent aux frumentarii.
Ai dia brabeion axiai (dignitaires, litt. « titre par brevet ») [αί διά βραβείων ἀξίαι] : Dans le Kletorologion, l’expression désigne les détenteurs de titres par opposition aux fonctionnaires. Outre les titres de césar, nobilissimus et curopalates, généralement réservés aux membres de la famille impériales, l’empereur pouvait conférer de nombreuses dignités non reliées à une fonction comme celle de patrice, créée par Constantin, réservée sous Zénon aux anciens consuls, mais ouverte à tous les illustrissimi par Justinen.
Ai dia logou axiai (fonctionnaires, litt : « titre par parole ») [αί διά λόγου ἀξίαι] : Dans le Kletorologion, l’expression désigne les fonctionnaires par opposition aux dignitaires (détenteurs de titres). Le terme όφφικιάλιοι (officiales) semble désigner les fonctionnaires des différents ministères à l’exception des ministres. Ainsi, le maitre des offices ou le comte des largesses sacrées, n’étaient pas considérés comme officiales.
Akolouthos (acolythe) [ἀκόλουθος] : À partir du XIe siècle, le commandant d’un contingent formé d’étrangers, tels les Varègues. Au XIIe siècle, les akolouthoi s’occupèrent surtout de missions diplomatiques. 
Akritai (akritai) [ἀκρίται, singular: akritēs, ἀκρίτης] : Civils et militaires qui défendaient les frontières orientales de l’empire byzantin. Dans l’empire de Nicée, le terme désigna les soldats défendant les passes du nord-ouest de l'Anatolie contre les Turcs seldjoukides.
Aktouarios (rapporteur)  [ἀκτουάριος] : fonctionnaire dont les charges varièrent au cours des siècles. Sous la république, il était chargé de consigner les minutes des sessions du sénat. À la fin du Bas-empire, le terme désignait celui qui était chargé de distribuer les soldes et les provisions aux soldats. Au Xe siècle, il distribuait au nom de l’empereur les récompenses aux conducteurs de chariots victorieux. Au siècle suivant, le terme semble désigner un médecin (de la cour ?).
Allaximoi (allaximoi ) [ἀλλάξιμοι] : serviteurs du palais chargés de la garde-robe impériale.
Ameralios (amiral) [ἀμηράλιος] : terme populaire probablement emprunté aux Catalans (XIVe siècle) pour désigner le commandant de la flotte. Il était placé sous le megas doux et venait dans la hiérarchie de la cour entre le skouterios et l’epi ton deèseon.
Anagrapheus (anagraphe) [ἀναγραφεύς] : Fonctionnaire du Trésor, généralement rattaché à un thème, dont la fonction principale était la révision du cadastre et le mesurage des terres.
Anthrôpoi kaloi (hommes de bien): Principaux éléments de l'élite urbaine qui, entre les XIIIe siècle et XVe siècle, constituaient l'entourage du gouverneur (képhalè) de la ville. 
Anthypatos (proconsul) [ἀνθύπατος] : À l’origine, le rang le plus élevé des gouverneurs de provinces. Devint une dignité sous Justinien. Sous Michel III, le titre fut étendu pour constituer une classe plus élevée que celle des patriciens et à laquelle seuls ces derniers pouvaient prétendre. Depuis les iconoclastes, son obtention est une condition nécessaire à l'exercice du pouvoir judiciaire par le stratège du thème. Les άνθύπατοι sont généralement désignés άνθύπατοι καί πατρίκιοι. Une variante, le titre de protanthypatos (premier des anthypatoi), fut créée au XIe siècle, mais les deux titres disparurent à la fin du XIIe siècle. 
Antigraphēs (antigraphès) [ἀντιγραφής] : Ancienne fonction ayant succédé au magister scriniorum. À l’origine sous l’autorité du magister officiorum, elle fut transférée après son abolition au questor sauf pour le magister libellorum qui fut placé sous l’autorité du o épi ton deèseon (ό ἀπί τών δεήσεων).  Il y avait quatre titulaires au Ve siècle : (1) le magister memoriae avait la charge des décisions impériales faites sous forme de notes dans les marges ou au verso des documents qui lui étaient soumis; il répondait également aux pétitions; (2) le magister epistolarum répondait aux lettres émanant des puissances étrangères ou des villes de l’empire et examinait les questions posées par les fonctionnaires; (3) le magister libellorum répondait aux appels soumis à l’empereur concernant les jugements des cours de première instance ou des pétitions qui lui étaient adressées à la suite de tels jugements ; (4) le magister epistolarum Graecarum répondait aux lettres devant être écrites en grec ou aux lettres écrites en latin qui devaient être traduites en grec. 
Antiprosopon (antiprosopon) [ἀντιπροσωπών] : Terme générique signifiant « député » ou « représentant ». La fonction était probablement identique à celle d’ek prosopou.
Apo eparchon (apoéparque) [ἀπό έπάρχων] : Titre honorifique à l’origine de haute distinction utilisé aux VIe et VIIe siècles pour désigner entre autres les anciens préfets. Il perdit progressivement son importance et figure en fin de liste dans le Kletorologion
Apo hypaton : Titre honorifique; voir hypatos.
Apographeus (apographe) [ἀπογραφεύς] : Fonctionnaire du Trésor qui semble avoir remplacé l’anagrapheus au XIIe siècle. 
Apokrisiarios (apokrisiaire) [ἀποκρισιάριος] : Représentant d’un évêque ou d’un higoumène auprès d’autorités supérieures. La plus importante fonction des apokrisiaroi était de représenter les Églises de provinces à la cour impériale.
Apraktoi (latin : vacantes / honorarii) [ἄπρακτοι] : Titre s’appliquant aux personnages qui occupaient une fonction à seule fin honorifique par opposition aux empraktoi qui avaient la charge réelle de cette même fonction.
Archiepiskopos (archevêque) [ἀρχιεπίσκοπος] : À l’origine, titre employé pour désigner les sièges épiscopaux les plus importants de l’Empire : Rome, Constantinople, Alexandrie, Jérusalem et Antioche. Impliquant une certaine autonomie, le titre fut étendu aux chefs d’Églises autocéphales comme celle de Chypre ainsi qu’à d’autres évêques qui ne dépendaient pas nécessairement d’un métropolite.
Archimandrites (archimandrite) [ἀρχιμανδρίτης, de ἀρχι archi- « le plus élevé » et de μάνδρα mandra, « endroit clos » d’où « monastère »] : Higoumène senior administrant un monastère important ou supervisant plusieurs petits monastères.  Certains archimandrites de monastères situés à Constantinople ou dans ses environs pouvaient jouer un rôle politique important.
Archon (archonte) [ἄρχων] : À l’origine, titre désignant un magistrat. Par la suite, le terme devint synonyme de megistanes et de dynatoi et indiquait que le titulaire était en contact avec le basileus. Aux VIIe siècle et VIIIe siècle, il désigna plus spécialement les responsables des détachements maritimes locaux. Il s'appliquera bientôt à quiconque possédait une autorité publique. Dès la fin du XIe siècle, il désignera les élites locales et, au XIIIe siècle, il deviendra l'équivalent de pronoiaire. 
Archon tēs charages (archon des charages) [ἄρχων τής χαραγής] : Fonctionnaire responsable de la Monnaie impériale, à tout le moins pour la production de pièces d’argent et de bronze. 
Archontes ton ergodosion (archontes des ateliers) [Ἂρχοντες τών έργοδοσίων]. Fonctionnaire de l’empire byzantin qui dirigeait les ergodosia, c.a.d. les ateliers d’État où étaient produits les blattia, étoffes de soie teintes en pourpre et réservées à l’usage impérial (archon tou blattiou), de même que les joyaux impériaux (archon ton chrysochoeion). Ils appartenaient au personnel de l’eidikon. 
Archontopoulos (archontopoulos) [ἀρχοντόπουλος] : Fonction créée par Alexis Comnène, signifiant « fils d’un archonte » et désignant les soldats, membres d’un corps d’élite formé d’orphelins de commandants militaires morts au combat. 
Aristocratia (aristocratie) [ἀριστοκρατία]: Byzance connut trois genres d’aristocratie au cours de son histoire : terrienne, civile (fonctionnaires) et militaire. Essentiellement terrienne au départ, avec de larges domaines sur lesquels étaient établis des coloni ou paysans liés à la terre, elle se transforma progressivement en aristocratie militaire avec la création des thèmes lorsque les officiers reçurent des terres en remerciement de leurs services. À partir du Xe siècle, ces puissantes familles de dynatoi militaires entrèrent fréquemment en conflit avec les noblesses terriennes et de fonctionnaires civils. 
Arithmos (voir Vigla)
Arkarios (archarios) [ἀρκάριος] : Dans le Bas-Empire, terme désignant des fonctionnaires subalternes du Trésor. Dans l’empire byzantin, l’archarios est un subalterne de l’orphanotrophos chargé d’opérations financières.
Armophulakes (armophilaques) [ἀρμοφύλακες] : Fonctionnaire ayant la charge de l’équipement militaire impérial
Asekretis (asecretis ou protoasecretis) [ἀσηκρήτις, du latin a secretis] : Fonctionnaires formant l’échelon supérieur des bureaux (sekreta) de la chancellerie. Plus tard appelé protasekretis ; au XIIe siècle, le titre fut remplacé par celui de grammatikos.
Atabey ou Atabeg (atabek) : Tuteur d’un prince seldjoukide mineur qui demeurait chef de l’État même après la majorité du prince. 
Atriklines (atriklinès) [ἀτρικλίνης, du latin triclinium « salle des banquets »] : Officier palatin chargé de l'étiquette, des questions de préséance, et de façon générale e l'ordre dans les banquets impériaux.
Augusta (Auguste) [Αυγυστα] : Titre portée par l’impératrice principale après son couronnement ou par l’impératrice exerçant la régence au nom d’un fils mineur. Équivalait au titre d’autokrator pour le basileus.
Augoustalios (augoustalios) [αύγουστάλιος] : Au IVe siècle, préfet d’Égypte. Le titre réapparait au Xe siècle, mais avec des fonctions qui ne sont pas précisées.
Autocephalous (autocéphale, de auto, « soi-même », et képhalè, « tête ») : Terme employé pour décrire certains évêques ou églises nationales orthodoxes qui ne dépendaient pas d’une autorité supérieure et se gouvernaient seuls.
Autokrator (autocrate) [αὐτοκράτωρ] : Terme signifiant « souverain absolu », équivalent grec de celui d’ « imperator » romain, mais n’impliquant pas de fonction militaire. À partir du IXe siècle, le titre sert à distinguer l’empereur senior (megas basileus) des coempereurs.

## B
Bailo (bailli) [βάιουλος, βάιλος] : Titre créé après la reconquête de Constantinople. Le bailli remplaça le podesta comme gouverneur de la colonie vénitienne de Constantinople, faisant également office d’ambassadeur à la cour de l’empereur.
Basileopator (basileopator) [βασιλεωπάτωρ] : Littéralement, « père de l’empereur », le titre fut créé au IXe siècle par Léon VI pour donner une position prééminente à Stylianos Tzaoutzès qui, à ce titre, eut la responsabilité générale des affaires de l’État. 

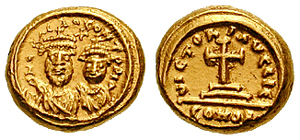
Solidus représentant l'empereur Héraclius et son fils, Constantin III. Héraclius fut le premier empereur à porter le titre de basileus

Basileus (basileus ou empereur) [βασιλεύς)]: Titre utilisé à l’origine pour désigner les souverains perses; il fut adopté par Héraclius, après sa victoire sur les Perses, pour désigner le souverain de l’empire byzantin.
Basilikoi anthropoi (litt. « hommes de l’empereur ») [βασιλικοί ἄνθρωποι] : Terme servant à indiquer deux catégories de fonctionnaires. Au sens large, inclut tous les fonctionnaires supérieurs; au sens strict, désigne un échelon relativement modeste de serviteurs impériaux incluant les spatharokandidatoi et les stratores. Au Xe siècle, put également servir à désigner un détachement militaire du même nom. 
Basilissa (basilissa ou impératrice) [βασίλισσα]: Épouse du basileus; au XIIe siècle, le titre est élargi aux princesses impériales.
Beg (beg) [en turc moderne, bey; traduit en grec par πάκις, πέγ, etc.] : Titre turc apparu vers le VIIIe siècle pour désigner un commandant militaire ou un gouverneur d'une ville;  équivalent du titre arabe émir. 
Beglerbeg (beglerbeg) : Dans l’empire ottoman, gouverneur d’une province.
Boyard (boyard) : Membre de l’aristocratie militaire en Bulgarie et en Russie kiévienne. Les boyards formaient le conseil du khan (roi) en Bulgarie ou du tsar en Russie.

## C
Caesar (césar) [καῖσαρ]: Dans l’empire byzantin, titre réservé aux fils de l’empereur, bien qu’il y eût des exceptions. À partir de Théodose, les empereurs associèrent immédiatement leur fils au trône en les nommant basileus et augustus. Le titre de césar devint ainsi moins fréquent. Alexis Ier le plaça sous le rang de sebastokrator. À partir du XIVe siècle, le titre fut surtout conféré à des princes étrangers.
Caesarissa (Césarissa) [καισαρισσα] : titre attribué à l’épouse du César.
Calife (calife, lit. « successeur ») : Titre arabe donné aux successeurs du prophète de l'islam Mahomet. Le calife jouissait d’une autorité aussi bien spirituelle que temporelle. Le premier califat fut fondé en 661 par les Omeyyades avec Damas comme capitale. Il fut remplacé par celui des Abbassides qui établirent leur capitale à Bagdad. 
Chartophylax (chartophylax) [χαρτοφύλαξ, de χάρτα, « document » et φύλαξ, « gardien, conservateur »] : Archiviste d’une église ou d’un monastère responsable des documents officiels, de la correspondance, etc. Sa contrepartie civile était le chartoularios .
Chartoularios (chartulaire) [χαρτουλάριος, de χάρτης « document officiel »] : Terme générique désignant une des catégories de fonctionnaires des bureaux ou ministères (secreta) impériaux, aux côtés des notaires et des kankellarioi. Dans l’armée, le chartoularios du thème relevait du stratège, mais ses fonctions le rattachaient au bureau du logothète. Il semble avoir eu la responsabilité de la paie des officiers et des soldats.
Chartoularios tou kanikleiou (chartoularios tou kanikleiou lit. « gardien de l’encrier ») : voir kanikleios. 
Chartoularios tou sakelliou (chartoularios tou sakelliou) [χαρτουλάριος τού σακελλίου] : Fonctionnaire qui assurait la gestion du domaine privé de l’empereur. Il remplaça au IXe siècle le sakellarios lorsque celui-ci reçut la charge de superviser l’ensemble de la gestion financière de l’empire. 
Chartoularios tou vestiariou (chartoularios tou vestiariou) [χαρτουλάριος τού βεστιαρίου]. On doit distinguer le vestiarium ou la « garde-robe publique » de la « garde-robe privée » ou sacra vestis, qui était sous la responsabilité du protovestiaire. Cette fonction est probablement apparue lors du remplacement des largesses sacrées par le γενικόν ; trois des anciens départements furent fusionnés pour devenir le vestiarion [βεστιάριον]. Il comprenait des choses aussi diverses que la fourniture d’uniformes militaires, la fonte de la monnaie d’argent et de bronze, le gréement et les dépenses relatives à la flotte, etc.
Chorepiskopos (chorévêque) [χωρεπίσκοπος] : Évêque junior, détenteur de pouvoirs limités et présidant une communauté rurale, souvent sous la juridiction d’un évêque urbain. 

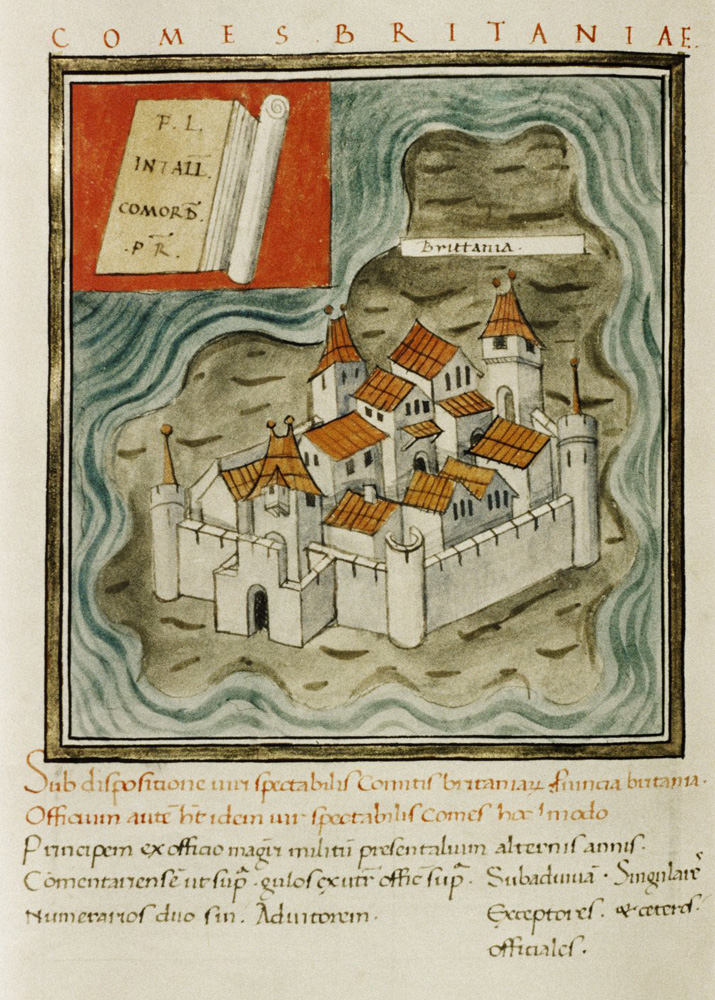
Insigne du Comes Britanniarum selon la Notitia Dignitatum (env. 400)

Clarissimus (clarissimus) [λαμπρότατος] : Titre donné aux sénateurs au début de l’empire. Lorsque Constantin Ier créa le sénat de Constantinople, les sénateurs se virent accorder le titre de clari pour les distinguer de ceux de Rome. Le titre clarissimus revint en usage au IVe siècle, indiquant la catégorie la moins élevée de sénateurs, lesquels étaient précédés par les illustris et les spectabilis. Le titre fut abandonné au VIe siècle en faveur des titres gloriosus et magnifici.
Colonus (colonus) : Métayer attaché de façon héréditaire à la terre qu’il cultivait pour un propriétaire lequel devait en retour le protéger et payer ses taxes. En Orient, les coloni disparurent après le VIe siècle; en Occident, ils devinrent les serfs du Moyen Âge. 
Comes (comte): Mentionné pour la première fois en 312, le titre de comes impliquait à l’origine une relation privilégiée entre le titulaire et la famille impériale (comes signifie littéralement « compagnon »). Comme titre honorifique, il était attribué à divers hauts fonctionnaires impériaux comme le magister officiorum et le questeur. Comme fonction, il désignait certains hauts fonctionnaires à la tête d’un département comme le comes sacrarum largitonum ou le comes rerum privatum ou des administrateurs de provinces comme le comes Aegypti. À des niveaux moins élevés, il était attribué à des fonctionnaires exerçant des fonctions économiques ou fiscales sans être membres du consistorium ou conseil privé de l’empereur. Par la suite, le terme sous sa forme grecque de komes continua à être utilisé tant dans la hiérarchie bureaucratique (komes hydaton, komes tes kortes) que dans la hiérarchie militaire et navale.
Voir sous comes… pour les titres latins spécifiques et sous komes… pour les titres grecs.
Comes domesticorum  (comte des domestiques) : chef d'une unité spéciale à la disposition directe de l'empereur. Il a sous ses ordres  le comes domesticorum equitum, le comes domesticorum peditum, etc.
Comes rerum privatum (comte du domaine privé) : Haut fonctionnaire ayant rang d’ illustris et administrant les domaines impériaux. 
Comes sacrarum largitionum (comte des largesses sacrées) : Haut fonctionnaire ayant rang d’ illustris qui, au IVe siècle, gère un trésor alimenté par certains impôts somptuaires dont le produit est distribué par le basileus sous forme de cadeaux aux fonctionnaires, soldats ou princes étrangers. Cette fonction perdit son importance au VIe siècle, puis disparut au VIIe siècle, remplacée par celle de loghète du génikos. 
Comes sacri consistorii (comte du consistoire) : créé dans les dernières années du règne d’Auguste, le conseil du prince ou consistoire sera réformé sous Constantin Ier. Conseil plus restreint que le Sénat, il est chargé d'assister l'empereur dans l'exercice du pouvoir législatif et dans celui des pouvoirs judiciaire et administratif. Les quatre membres de droit du consistoire (le questeur du palais sacré [quaestor sacri palatii], le maître des offices [magister officiorum],  le comte des largesses sacrées [comes sacrarum largitionum], le comte des affaires privées [comes rerum privataru]) reçurent sous Constantin le titre de comtes du consistoire [comites consistoriani], et furent placés au sommet de la hiérarchie civile et de la noblesse. Au VIe siècle, Justinien abolit à toute fin pratique la distinction entre le Sénat et le Consistoire.
Comitatenses (comitatenses) : Troupes mobiles pouvant être utilisées selon les besoins par opposition aux limitanei qui défendaient le limes ou frontière de l’empire. Certaines demeureront cependant stationnées suffisamment longtemps au même endroit pour que la distinction s’estompe.
Consistorium (consistoire) : Créé par Constantin Ier et pratiquement abandonné à partir de Justinien Ier, ce conseil réunissait les plus hauts fonctionnaires de l’État dont le magister officiorum, le comes sacrarum largitionum et le quaestor sacri palatii. Il avait pour fonction de conseiller l’empereur sur les affaires de l’État. Ses réunions portaient le nom de silentium. 
Consul (consul) [ΰπατος] : Titre donné à l’origine aux deux magistrats suprêmes de la République. Pendant l’empire, l’empereur nommait deux consuls chaque année, parfois un pour l’Orient, l’autre pour l’Occident, retenant parfois le titre pour lui-même. La fonction devint purement honorifique jusqu’à ce qu’elle soit abandonnée sous Justinien Ier. 
Consularis (consularis) [ύπατικός] : Titre accordé à un ancien consul. Au IIIe siècle, il était accordé au gouverneur d’une province où étaient cantonnées plusieurs légions. Le titre fut abandonné avec la mise en place du régime des thèmes. 
Corrector (du latin corrigere, litt. corriger): À l'origine, sénateur chargé de remettre de l'ordre dans l'administration des villes libres. Dans le Bas Empire, gouverneur civil préposé à l'administration d'une province. 
Curiales (curiales) [βουλευταί] : Membres d’un conseil municipal (en latin, curia; en grec, boulè). Les charges associées à cette fonction la rendirent de moins en moins populaire, si bien que Léon VI supprima la curia en tant qu’institution.

## D

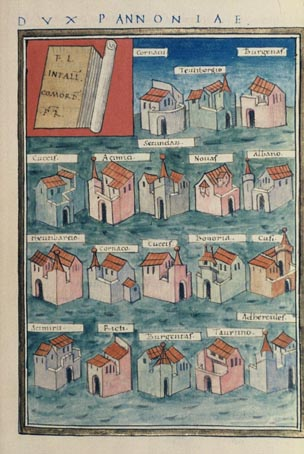
Insigne du Dux Pannoniae secundae (empire d'Occident) selon la Notitia Dignitatum (env. 400)

Defensor civitatis (défenseur de la ville): fonction créée ou ravivée par Valentinien Ier en 364 pour défendre les plus faibles (innocences, quieta rusticitas) contre les puissants (dunatoi) dans des causes de petites créances. Théodose Ier en 387 élargit ses compétences aux affaires criminelles et religieuses. Justinien en 535 la réforma alors qu'elle était devenue corrompue et la confia à des édiles municipaux, la transformant en ce que nous appellerions un "ombudspersonne". elle fut abolie au IXe siècle, le rôle de protecteur du citoyen étant désormais assumé par les évêques.
Dēmarchos (dēmarque) [δήμαρχος] : Chef d’une faction du cirque. Il y avait quatre dèmes : les Bleus de la Cité [όι πολιτικοί Βένετοι] et les Verts de la Cité [όι πολιτικοί Πράσινοι] ainsi que les Bleus et les Verts des quartiers asiatiques hors les murs [respectivement όι  περατικοί Βένετοι  et όι περατικοί Πράσινοι]. Ceux de la Cité étaient dirigés par un dēmarque, ceux hors les murs par un domestique (des Scholes pour les Bleus et des Excubites pour les Verts). Les démarques étaient également appelés δημκράτης. Ils jouèrent un rôle important dans le cérémonial impérial de l’hippodrome jusqu’au Xe siècle.   
Despoina (Souveraine) [Δησποινα] : titre qui, à l’origine de l’empire, ne recouvrait ni fonction ni dignité précise, mais qui, à partir du IXe siècle et la succession de nombreuses régences, désignait celle qui détenait la réalité du pouvoir. Anne Dalassène ne fut jamais Augusta, mais  reçut officiellement le titre de despoina de son fils Alexis; elle administrait les affaires intérieures de l’empire pendant qu’Alexis Ier menait ses armées à la guerre.
Despotes (despote) [δεσπότης, lit. « seigneur », « maitre »] : Le titre de despote fut créé par Manuel Comnène en 1163 en l’honneur de Bella III, héritier du trône byzantin jusqu’à la naissance de son propre fils, Alexis II. Les empereurs de la dynastie Paléologue le conféreront aux souverains d’apanages importants. Au XIVe siècle il fut utilisé par les souverains indépendants d'Épire. 
Deuteros (deuteros) [δεύτερος] : Eunuque chargé des insignes impériaux. Il avait sous ses ordres le hoi epi ton allaximon (voir alleximoi), les vestitores et les hoi epi ton axiomaton.
Dikaiodotes (dikaiodotes) [δικαιοδότης] : Juge de haut rang. 
Dikaiophylax (dikaiophylax) [δικαιοφύλαξ] : Juge subalterne. À l’origine, s’appliquait aux tribunaux civils et religieux; à partir de Michel VIII, ne s’applique qu’aux tribunaux religieux.
Dioiketes (dioikètes) [διοικητής] : Terme désignant plusieurs agents fiscaux, probablement reliés à la perception des taxes. La fonction sera remplacée au XIIe siècle par celle de praktor. 
Dishypatos (dishypatos) [δισύπατος, lit. « deux fois hypatos »] : Titre désignant les membres d’un ordre sénatorial restreint, créé vraisemblablement au VIIIe siècle. Il fut conféré du IXe siècle au XIe siècle et conféré aux juges, anagrapheis et chartoularioi. Devient par la suite un nom de famille. 
Dîvân/dîwân (divan) : Dans l’empire ottoman, conseil du gouvernement.
Domestikos (domestique) [δομέστικος, du latin domesticus, « appartenant à la maison »]: Titre donné à une large catégorie de fonctionnaires ecclésiastiques, civils et militaires. Aux IXe et Xe siècles, les domestikoi militaires commandaient les quatre tagmata (pl. de tagma) ou régiments constituant l’armée régulière de Byzance, situés à Constantinople ou dans ses environs, par opposition aux troupes des thèmes, unités populaires mobilisables pour la défense des frontières. Il s’agit des scholes (la plus renommée), des excubites, des arithmoi ou vigla et des hikanates. S’y ajoutaient les noumeroi et les optimatoi. Dans l’administration civile, les domestikoi étaient de hauts fonctionnaires chargés des grands bureaux, comme le domestikos ton sekreton. Dans la hiérarchie de l'Église, les domestiques dirigeaient certaines catégories de clercs chargés des questions d'ordre et de rituel
Domestikos ton exkoubiton (domestique des excubites) [δομέστικος τῶν Έξκουβίτων, lit. « sentinelles »] : Commandant du tagma ou régiment des excubites, corps d’élite créé par Léon Ier pour servir de garde impériale. Ils étaient commandés par un comes jusqu’au VIIIe siècle où apparait le domestikos ton exkoubiton. À la fin du IXe siècle, il vient immédiatement après le préfet et avant les stratèges des divers thèmes. À  partir du Xe siècle, le poste fut dédoublé, l’un s’occupant de l’Orient, l’autre de l’Occident. 
Domestikos ton hikanaton (domestique des hikanates) [δομέστικος τῶν Ἱκανάτων, lit. « les hommes capables »] : Commandant du tagma ou régiment des hikanates, corps d’élite basé près de Constantinople. Le régiment apparait dans les sources au IXe siècle et aurait été créé par Nicéphore Ier. C’était un régiment assez modeste puisqu'un document de 949 indique qu’il comprenait 456 hommes incluant les officiers (donc huit banda de cinquante hommes et cinquante-six officiers). On ignore à quoi précisément fait référence le terme « hikanates ». Certains y ont vu des étrangers; d’autres y voient un dédoublement des vigla ou gardes. 
Domestikos ton noumeron (domestique des noumerons) [δομέστικος τῶν Νουμέρων, du latin numerus « nombre »] : Commandant d’une garnison de Constantinople qui incluait probablement les Teichistai, c’est-à-dire « ceux des murs ». Contrairement aux autres tagmata, les numeri se distinguaient par le fait qu’il s’agissait d’un régiment d’infanterie. Leur nom viendrait de Numera, une caserne du palais utilisée comme prison. 
Domestikos ton optimaton (domestique des optimates) [δομέστικος τών όπτιμάτων] : Même s’il portait le titre de domestique, le commandant des optimates occupait le poste de stratège ou gouverneur du thème du même nom et résidait à Nicomédie. Les optimates étaient comme les noumerons un corps d’infanterie. 
Domestikos ton scholon (domestique des scholes) [δομέστικος τῶν Σχολῶν] : La fonction apparait pour la première fois au VIIIe siècle. Lors de l’abolition de la fonction de magister officiorum, ce domestique hérita dès avant le VIIIe siècle du commandement du régiment des scholes, principal corps des troupes palatines, en remplacement du magister officiorum. Le domestique devient progressivement général en chef de l'armée en Orient, auquel Basile II ajoute un domestique d'Occident qui restera inférieur au premier. Dès la seconde moitié du XIe siècle, le domestique d'Orient prend régulièrement le titre de "Grand Domestique". 
Doux (commandant, général) [δούξ, latin dux] : Sous Dioclétien et Justinien, le doux commandait les troupes stationnées dans chaque province; avec l’avènement des thèmes, il fut placé sous la juridiction du strategos ou gouverneur de la province. À partir d’Alexis Comnène le titre s’appliqua à tous les gouverneurs de thèmes. À noter que le megas doux désignait l’amiral de la flotte impériale et que le terme était aussi porté par le domestikos ton scholon. 
Droungarios (drongaire) [δρουγγάριος]: À l’origine, officier supérieur de province, commandant un droungos ou subdivision de l’armée d’un thème. Le droungarios correspondait à un rang élevé situé sous le tourmarque et au-dessus du komes. Le droungarios tes viglas ou commandant de la garde, aussi appelé "drongarios tou arithmou", était chargé de la garde de l’empereur soit lors de ses expéditions en province, soit au palais à Constantinople alors que le droungarios tou ploimou commandait la flotte impériale basée à Constantinople par opposition aux flottes basées dans les provinces, appelées ό θεματικός στόλος.
Droungarios tou arithmou (drongaire des arithmou) [ό δρουγγάριος τού άριθμού] : Le troisième tagma était connu sous deux noms :  arithmos(le nombre) et ē vigla (la vigile).  Voir sous "Megas droungarios tes vigles" .
Droungarios tou ploïmou (drongaire du ploimon) [ό δρουγγάριος τοῦ πλοΐμου/τῶν πλοΐμων]: Équivalent d'un grand-amiral dès le IXe siècle. C'est le titre que porte Romain Lécapène au moment de son usurpation. Dans les derniers siècles de Byzance, ses attributions sont passées au mega dux. 
Dux (duc) [δούξ] : Forme latine de doux.
Dynatos (puissant) [δυνατος] : Personnage qui, sans être obligatoirement très riche, détient des fonctions publiques ou ecclésiastiques qui lui donnent prise sur le commun peuple paysan ou urbain (pénetai), lui permettant ainsi d'arrondir ses domaines et de placer ses voisins sous une protection (prostasia) de plus en plus pesante.

## E
Ek prosopou (ek prosopou) [ἐκ προσώπου] : Terme générique désignant un assistant (de divers fonctionnaires civils ou religieux) ou un représentant (le strategos en tant que représentant de l’empereur). Synonyme de antiprosopon.
Emir (émir) [ἀμιράς, ἐμίρης] : Forme arabe du titre turc beg ou bey, signifiant commandant. Au début ne s’appliquait qu’à des commandants militaires, mais fut étendu par la suite à des personnes exerçant une autorité civile. 
Empraktoi (latin : in actu positii) [ἔμπρακτοι] : Titre désignant les personnages occupant effectivement une fonction dans l’empire par opposition aux apraktoi qui ne recevaient ce titre que de façon honorifique.
Eparchos (éparque) [ἔπαρχος (τής πόλεως)] : Titre créé en 359 sur le modèle du préfet urbain de Rome et désignant le préfet de Constantinople. Il était responsable de la sécurité aussi bien que du commerce et de l’activité économique de la cité. Ce fut l’un des rares fonctionnaires dont le titre ne changea pas au cours des siècles. Dans la capitale, son autorité n’était surpassée que par celle de l’empereur. 
Episkeptites (épiskeptites) [ἐπισκεπίτης] : Fonctionnaires subalternes dont la majorité servait d’intendants dans les domaines impériaux. Les episkeptitai ecclésiastiques étaient des comptables envoyés par l’oikonomos. 
Episkopos (évêque) [ἐπίσκοπος] : Titre le plus élevé dans les ordres majeurs du clergé byzantin. Inclut les dignités supérieures comme les métropolites, les patriarches, etc. Administrations civile et religieuse se recoupant à l’origine, les évêques tout comme les édiles municipaux jouaient un rôle important dans les finances et l’administration d’une ville. 
Epi tēs katastaseos (epi tes katastaseos) [ό ἐπί τής καταστάσεως] : Titre pouvant être rendu par « maitre de cérémonies ». Fonctionnaire ayant probablement succédé au comes dispositionum et ayant la charge de voir aux détails du programme quotidien de l’empereur.
Epi tēs trapezes  (epi tes trapezes) [ό ἐπί τής τραπέζης] : Eunuque chargé des banquets impériaux à partir du VIIe siècle. Il présentait les invités à l’empereur, servait celui-ci et présentait les plats de la table impériale aux invités.
Epi tēs trapezes tēs Augoustes (epi tēs trapezes tēs Augustes) [ό ἐπί τής τραπέζης τής Αὑγούστης]. Fonctionnaire ayant, entre autres responsabilités, la charge des barques privées de l’impératrice.
Epi ton anamneseon (epi ton anamneseon) [ό ἐπί τών ἀναμνήσεων] : Fonctionnaire qui avait pour tâche de conserver la mémoire des grands généraux et autres personnalités dont le nom devait être perpétué dans l’Histoire. 
Epi ton deèseon (epi ton déèseon) [ό ἐπί τών δεήσεων] : Fonctionnaire ayant succédé au magister memoriae (voir sous antigraphès)qui avait pour tâche de recevoir les pétitions reçues par l’empereur et d’y répondre.
Epi ton kriseon (epi ton kriseon) [ό ἐπί τών κρίσεων] : Juge qui présidait un tribunal tout comme le droungarios tes viglas, le questeur et l’éparque.Il devait régler les problèmes juridiques présentés par les juges des thèmes lorsque ceux-ci n’avaient pas une connaissance suffisante de la loi. 
Epi tou kanikleiou (epi tou kanikleiou) : voir kanikleios
Epi tou eidikou (epi tou eidikou) [ἐπί του ειδικού] : préposé chargé de l’eidikon ou trésor spécial, opposé au γενικόν. Bury y voit un fonctionnaire chargé des έργοδόσια ou fabriques d’armes dont le trésor finançait le transport du matériel ou la fourniture du fourrage pour les animaux durant les expéditions. D’autres y voient un lien avec la res privata (idikon) qui veillait à la paie des fonctionnaires. Le nombre de personnes à rémunérer augmenta tellement que vers le moyen empire, il sera remplacé par des exemptions de taxes. L’édikon disparaitra sous les Comnènes. 
Epoptai ton thematon (epoptai ton thematon) [επόπται τών θεμάτων] : Fonctionnaires chargés du contrôle des taxes dans les provinces. 
Ethnarchès (ethnarque) [ἐθνάρχης, de ἔθνος, « peuple » et άρχων, « chef »] : Terme, possiblement d’origine hébraïque, désignant le chef d’un peuple vassal qui n’était pas dirigé par un roi.
Exaktor (exactor) [ἐξάκτωρ] : Fonctionnaire du Trésor dont la tâche était de récupérer les arriérés d’impôts et de taxes. Généralement rattachés à une ville, ils avaient divers subalternes dont les praktores. 
Exarchos (exarque) [ἔξαρχος] : Terme désignant plusieurs catégories de fonctionnaires aussi bien civils que religieux.

(1) Civils : D’abord identifié au doux, l’exarque devint le gouverneur d’un exarchat, exerçant les pouvoirs civils et militaires. Créé par l’empereur Maurice, le titre s’appliquait aux gouverneurs de provinces éloignées qui étaient constamment menacées. L’exarque combinait les pouvoirs civils et militaires et jouissait d’une plus grande indépendance que les autres gouverneurs de province. À partir du Xe siècle, semble désigner les chefs de plusieurs guildes ou corporations de métiers.

(2) Religieux : L’évêque principal d’un diocèse civil. D’où son attribution aux métropolites et patriarches exerçant leur juridiction sur un vaste territoire.
Exisotes (exisotes) [ἐξισωτής] : Fonctionnaire du Trésor dont les fonctions semblent analogues à celles de l’apographe (révision du cadastre et mesurage des terres [ἐξίσωσις]). 
Exkoubitores (excubites) [ἐξκουβίτορες or ἐξκούβιτοι lit. « ceux qui sortent du lit » i.e. les sentinelles] : Membres de la garde impériale d’élite créée par Léon Ier et commandée d’abord par un komes exkoubitores, plus tard par un domestikos exkubitores. 
Exokatakoiloi (exokatakoiles) [έξωκατάκοιλοι] : Terme utilisé à partir du XIe siècle pour désigner les cinq ou six principaux adjudants d’un évêque ou d’un patriarche : megas oikonomos, megas sakellarios, megas skeuophylax, chartophylax, le chef du sakellion et, plus tard, le protekdikos.

## F
Frumentarii ( frumentaires, singulier frumentarius): Soldats de l'armée romaine chargés pendant le Haut Empire d'assurer des liaisons entre Rome et les garnisons provinciales tout en assurant des missions similaires à celles d'un service secret et de sécurité de l'empereur. Créé probablement sous Domitien ce corps fut supprimé par Dioclétien à la suite des nombreux abus dont ses membres se rendirent coupables et remplacé par les Agentes in rebus.

## G
Génos impérial (Clan) [γένος, pluriel γένη] : Terme vague sous lequel sont regroupés les parents à proprement parler et les alliés matrimoniaux ou spirituels (filleuls) de l'empereur. Surtout à partir des Comnènes, la tendance est de réserver la plupart des hautes fonctions aux membres du génos. 
Ghâzî (ghazi) : Dans l’empire ottoman, chef d’une confrérie religieuse préconisant de porter la guerre dans les territoires infidèles.
Gloriosus ou gloriosissimus (gloriosus) [ένδοξότατος] :  Au VIe siècle, ce titre remplaça celui d’illustris comme étant le plus élevé accordé d’abord aux sénateurs, puis aux préfets, magistri militum, magistri officiorum, questores et praepositi sacri cubiculi.
Grammatikos (secrétaire) [γραμματικός] : Remplace sous les Comnènes le titre d’asekretis. Il est également accordé comme marque de respect aux personnes de haut savoir.

## H
Hetaireiarches (hétériarque) [ἑταιρειάρχης] : Commandant de l’hétairie ou corps de mercenaires étrangers responsable de la sécurité du palais impérial à partir du IXe siècle. Il est également chargé de missions délicates par l’empereur et peut à l’occasion être placé à la tête des armées. Deviendra par la suite le megas hetarireiarches (grand hétériarque) dont la principale fonction sera de déjouer les complots dirigés contre l’empereur.. 
Hègoumenos (higoumène) [ἡγούμενος, « conducteur »]: Supérieur d’un monastère orthodoxe. 
Hikanatoi (hikanatoi) [Ἱκανάτοι], lit. « les hommes capables » : Membres d’un régiment (tagma) d’élite de la cavalerie. Commandés par un domestikos, les hikanatoi ont existé du IXe siècle au XIe siècle et étaient basés près de Constantinople. 
Hypatos (en grec : ὕπατος) et le titre dérivé apó hypátōn (ἀπὸ ὑπάτων, « ancien hypatos ») est une dignité de cour qui est originellement la traduction en grec du latin "consul". Après l’abolition du consulat sous Justinien Ier et la mort des anciens titulaires, on vit apparaitre au sénat un ordre entièrement composé de consuls honoraires, les hypatoi qui survécut jusqu'au XIIe siècle. Cette dignité est souvent conférée aux dirigeants des principautés du sud de l'Italie. 
Hypatos ton philosophon (philosophe suprême) [ὕπατος τῶν φιλοσόφων] : Titre donné au président de l’école de philosophie de Constantinople.
Hypomnematographos (secrétaire) [ύπόμνηματογραφος, litt. celui qui écrit des documents]. Ecclésiastique chargé de la rédaction de textes au patriarcat ou dans une autre institution religieuse.

## I
Illustris (Illustre) [ίλλούστριος] : Le titre le plus élevé donné aux sénateurs dans le Bas-empire. Au VIe siècle, les illustres les plus importants porteront le titre de gloriosi. 

## K
Kandidatos (candidatos) [κανδιδάτος, du latin candidus « blanc »] :  Dans le Bas-empire désignait les membres d’une unité servant de corps de garde à l’empereur, choisis pour leur taille et leur force, et reconnaissables à leur tunique blanche. Devint une dignité reliée à des fonctions subalternes dans l’armée et la fonction publique. 
Kanikleios (kanikleios) [κανίκλειος] : Fonction apparaissant au IXe siècle et désignant l’un des secrétaires privés de l’empereur. Il est généralement désigné comme ό έπί τού κανικλείου ou ό χαρτουλάριος τού κανικλείου. Le chartoularios tou kanikleiou avait la garde de la plume et de l’encre pourpre avec lesquelles le basileus signait les documents officiels. 
Kankellarios (kankellarios) [καγκελλάριος] : Fonctionnaire assistant le préfet du prétoire. Il avait comme tâche d’empêcher le public d’entrer dans le cabinet du ministre et de maintenir les communications entre celui-ci et le département des Affaires générales.
Kastresios (kastresios) [καστρήσιος] : Serviteur impérial, généralement eunuque, chargé du IVe siècle au VIe siècle du logement et de la nourriture de l’empereur. Est probablement remplacé à partir du VIIe siècle par le epi tes trapezes .
Kastrophylax (kastrophylax) [καστροφύλαξ] : Fonction apparaissant au XIe siècle. Commandant d’une forteresse. Nommé par l’empereur, il avait la charge de l’entretien du kastron et de la sécurité à l’intérieur de ses murs. 
Katepano (Catépan) [κατεπάνω], littéralement « celui qui est situé au sommet »] terme apparu au IXe siècle pour désigner une classe de fonctionnaires de rang peu élevé de la cour impériale ainsi que le chef du détachement des Mardaïtes dans le thème maritime byzantin des Cibyrrhéotes au sud de l'Asie Mineure1. En raison des conquêtes orientales de l'empire au cours des années 960, le titre de catépan en vient à acquérir une signification plus précise, assimilée à la fonction de duc.
Katholikos ou Catholikos (katholikos) [καθολικός]: au VIe siècle, désignait l’archevêque de Perse. Par la suite, titre donné au chef de l’Église de Grande-Arménie et de Géorgie. 
Katholikos mesazôn (litt: Katholikos intermédiaire) [καθολικός μεσάζων]: En Morée grecque, premier ministre des despotes de Mistra. 
Kentarchos (kentarchos) [κένταρχος, du latin centurio] : Officier subalterne commandant une centurie (100 hommes) dans l’armée de terre ou la marine. 
Képhale (chef) [κεφαλή, lit. « tête »)]: Dans le Bas-empire, désignait dans la langue populaire le plus haut fonctionnaire d’une administration provinciale ou municipale. À partir du milieu du XIIIe siècle, cette fonction remplaça progressivement celle de doux. Au XIVe siècle, le képhalè combinait les charges civiles et militaires d’administrateur d’un territoire appelé katepanikion, beaucoup plus petit que le thème et se limitant souvent aux alentours immédiats d’une forteresse ou kastron. Cette fonction disparut vers la fin du XIVe siècle avec la décentralisation de l’empire et la création des apanages. 
Khagan (khagan) [χαγάνος] : Titre utilisé pour désigner le souverain de royaumes d’Asie centrale. 
Khan (khan) : Titre utilisé pour désigner le souverain de Bulgarie.

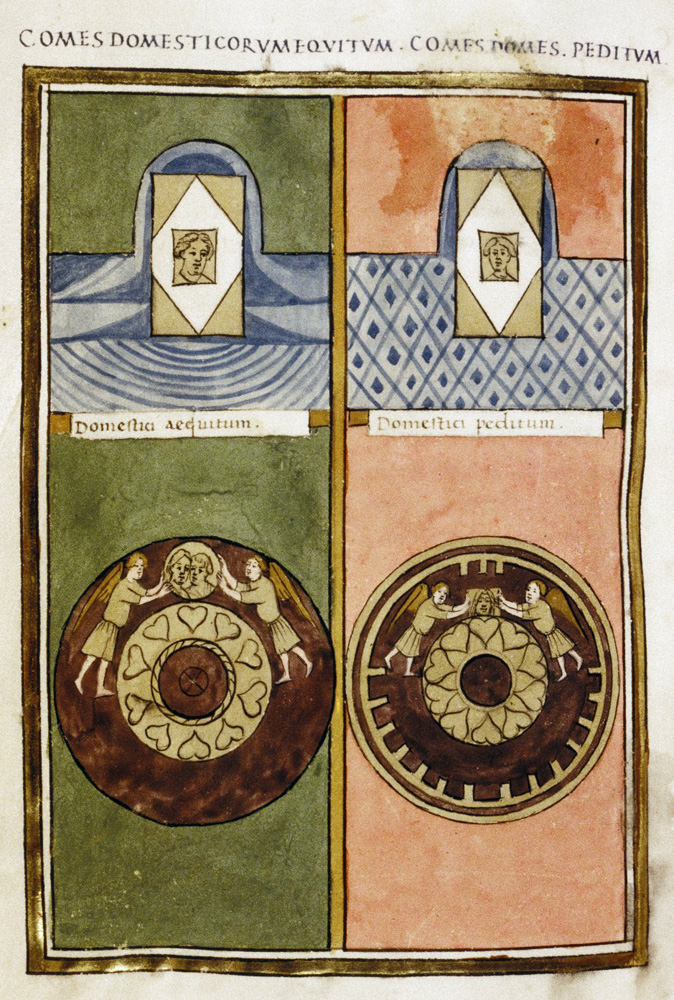
Insignes du Comes domesticorum equitum et du Comes domesticorum peditum in partibus orientis, selon la Notitia Dignitatum (env. 400)

Knjaz (prince). Titre porté par les princes slaves après leur conversion à l'orthodoxie (Par exemple Boris de Bulgarie et Vladimir de Russie). 
Koitonites (koitonites) [κοιτωνίτης] : Serviteur impérial exerçant ses tâches dans la chambre à coucher de l’empereur. La distinction avec le koubikoularios n’est pas certaine. 
Komes (comte) [κόμης, du latin comes, « compagnon »] : titre créé sous Constantin Ier et utilisé à l’origine pour indiquer un lien spécial avec l’empereur. Il devint un titre honorifique s’appliquant à divers hauts fonctionnaires tant civils que militaires. Sous sa forme grecque, le terme était utilisé pour désigner des fonctionnaires subalternes chargés de domaines spécifiques. 
Komes hydaton (comte des eaux) [κόμης ὑδάτων] : fonctionnaire responsable des aqueducs. Possiblement identique au logothetes ton hydaton. 
Komes tes kortes (comte de la tente) [κόμης τής κόρτης] : Officier militaire faisant partie du personnel d’un stratège. Lors de campagnes militaires dirigées par l’empereur, les comtes de la tente des différents thèmes érigent la tente impériale; ils accompagnent également le drongaire de la garde dans les rondes de nuit. Hors des campagnes, ils peuvent être chargés de missions spéciales.
Komes ton teicheon (comte des murs) [κόμης τών τειχέων] : Commandant d’un corps chargé à Constantinople de la défense du mur d’Anastase et de ses environs.
Komes tou staulou (comte des écuries aussi traduit par "comte de l'étable") [κόμης τού σταύλου] : Haut fonctionnaire responsable des chevaux et des mules utilisés par l’armée et la cour, responsabilité partagée avec le logothetes ton agelon.
Kommerkiarios (commerkiarios) [κομμερκιάριος] : Fonctionnaire du Trésor, probablement successeur du comes commerciorum, qui contrôlait le commerce aux frontières de l’empire. 
Konostaulos ou kontostaulos (comte des écuries) [κονόσταυλος ou κοντόσταυλος] : Terme apparu à Byzance au XIe siècle, probablement sous l’influence normande et connu surtout à partir du XIIIe siècle sous la forme megas konostaulos. La fonction ou le titre désigne selon Pachymère le commandant de mercenaires italiens; contrairement au komes tou staulou, le terme ne semble pas désigner une fonction précise. 
Koubikoularios (koubikoularios) [κουβικουλάριος, du latin cubicularius, « chambre »] : voir Koitonites.
Kouboukleisios (kouboukleisios) [κουβουκλείσιος] : Dignité impériale conférée à des chambellans ecclésiastiques, elle apparait sur des sceaux du IXe au XIe siècle. Comme titre honorifique, elle apparait en conjonction avec les fonctions de chartophylax, skeuophylax, oikonomos, etc.
Kourator ton oikion (curateur ou intendant) [κουράτωρ τών οἰκιών] : À partir du VIe siècle, ce terme est employé pour désigner un fonctionnaire gérant les de domaines impériaux (kouratoreia). À partir du XIe siècle, le qualificatif megas lui est fréquemment ajouté. Le o tēs kouratorias [ό τής κουρατωρίας] dirigeait le département chargé des revenus fiscaux tirés des domaines impériaux. Le kourator ton Magganon [κουράτωρ τών Μαγγάνων], créé par Basile Ier le Macédonien, gérait les domaines de Mangana et de la Nouvelle Maison, domaines agricoles dont les revenus défrayaient le cout des banquets impériaux
Kouropalates (curopalate) [κουροπαλάτης du latin cura palatii, “responsable du palais”] : au Ve siècle, les curopalati était des fonctionnaires de rang spectabilis, sous les ordres du castrensis et dont les fonctions concernaient la gestion du palais impérial. Tôt cependant, un autre genre de curopalati apparait, désignant le commandant en chef de toutes les troupes du Palais de la garde palatine sous les ordres du magister officiorum ; le titre acquiert une nouvelle importance sous Justinien Ier et est conféré principalement aux membres de la famille impériale ; il perd ensuite progressivement de sa valeur et est aussi attribué à des princes étrangers.
Kral (kral) [κράλης] : Terme signifiant roi. Titre donné aux souverains serbes depuis Étienne Nemanja (1196-1218). 
Krites (juges) [κριτής] : Le terme générique de kritai (pluriel de krites), désigne divers hauts fonctionnaires ayant des pouvoirs judiciaires, financiers ou administratifs, comme l’éparque de Constantinople, l’epi ton deeseon de même que leurs assesseurs, les exarques ou chefs des guildes, etc. . 
Krites tou phossatou (juge militaire) [κριτής τού φωσσάτου] : Juge militaire ayant fonction de régler les différends entre soldats.
Ktematinos (ktematinos) [κτημάτινος] : Fonctionnaire que l’on croit responsable de la gestion de domaines impériaux. Cette fonction pourrait avoir été créée lorsque celle de megas kourator commença à perdre de l’importance et que ce département fut réparti entre différentes unités secondaires.

## L
Libellesios (libellesios, notaire [?]) [λιβελλήσιος] : Fonctionnaire subalterne travaillant dans le bureau d’un questeur. Il semble avoir eu des tâches notariales.
Limitanei (limitanei) : Terme s’appliquant à la fois aux régions limitrophes de l’empire et aux troupes qui y étaient stationnées à demeure. Contrairement aux comitatenses qui étaient des troupes mobiles, les limitanei se transformèrent en paysans-soldats dont les obligations se transmettaient de père en fils.
Logariastes (logariaste, vérificateur) [λογαριαστής] : à partir du XIe siècle, fonctionnaire du Trésor responsable de la vérification des dépenses publiques dans divers départements de l’administration centrale et des provinces.
Logothetes (logothète) [λογοθέτης] : Terme venant de λόγος, calcul, comptable. À l’origine, fonctionnaire responsable d’un département ; puis, vérificateur des comptes de l’État. Par la suite, les logothètes prennent une place de plus en plus importante dans l’administration impériale et deviennent de véritables ministres. 
Logothetes ton agelon (logothète des troupeaux) [λογοθέτης τῶν ἀγελῶν] : Haut fonctionnaire responsable des domaines de l’État en Asie mineure où étaient élevés les chevaux et mules destinés à l’armée et à la poste impériale.
Logothetes ton oikeiakon (logothète de la maisonnée) [λογοθέτης τῶν οἰκιακῶν]. Haut fonctionnaire responsable de « la maisonnée » (oikiakon). Ses fonctions étaient probablement de nature fiscale et judiciaire. 
Logothetes tou dromou (logothète du drome) [λογοθέτης τοῦ δρόμου, de δρομός, course]. Depuis le VIIIe siècle, chef de la Poste impériale. Il a dans ses attributions la réception des ambassadeurs étrangers. 
Logothetes tou genikou (logothète général) [λογοθέτης τοῦ γενικοῦ] : Fonctionnaire qui remplace à partir du VIIe siècle le comes sacrarum largitionum. Le plus haut responsable de l’administration des finances dans l’empire byzantin. Ne pas confondre avec le genikos logothetes, haut fonctionnaire qui contrôlait le commerce aux frontières. 
Logothetes tou praitoriou (logothète tou praitoriou ) [λογοθέτης τοῦ πραιτωρίου] : Haut fonctionnaire impérial dont les fonctions ne sont pas certaines. Le praitorion étant une prison, on en déduit que ses fonctions se rattachaient à la police et à la justice.
Logothetes tou stratiotikou (logothète de l'armée ) [λογοθέτης τοῦ στρατιωτικοῦ)] : Haut fonctionnaire impérial chargé depuis le VIIe siècle de la paie et de l’approvisionnement de l’armée.

## M

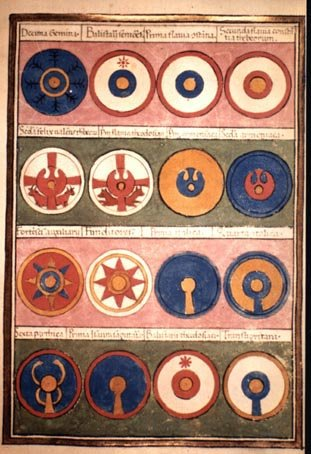
Insigne du Magister Militum per Orientem selon la Notitia Dignitatum, représentant les boucliers des différents régiments (env. 400)

Magister memoriae (maitre de la mémoire): Chef du département impérial du scrinium, c.a.d. le service chargé d'organiser l'ensemble des textes écrits par l'empereur, ses ministres et autres hauts fonctionnaires, de même que de rédiger ou de faire publier les réponses aux mémoires, rapports, décrets et pétitions. Dans la hiérarchie, il venait sous le magister officiorum.
Magister militum (maitre des milices) [στρατηλάτης] : Commandant en chef des armées dans le Bas-empire. Constantin enleva cette fonction au préfet du prétoire pour la confier aux deux stratelatai, celui de la cavalerie et celui de l’infanterie. À partir de la division de l’empire entre Valentinien et Valens, il y eut deux magistri militum, un pour l’Orient, l’autre pour l’Occident. Par la suite, leur nombre tendit à se multiplier tant en Orient qu’en Occident. La fonction disparaitra lors de la réforme des thèmes.  
Magister officiorum (maitre des offices) [μάγιστρος τών όφφικίων] : En principe, chef des offices palatins depuis le IVe siècle; il devint un véritable premier ministre et le premier dignitaire de la hiérarchie civile. Tous ses subordonnés deviennent progressivement indépendants de lui avant la fin du VIIe siècle, si bien que, sous le nouveau titre de Premier Maitre (Prôtos Magistros), l'ancien Maitre des Offices ne sera plus qu'un haut dignitaire de la cour.  
Magistros (maitre) : Ce titre semble avoir été l’héritier du magister officiorum dont les anciennes fonctions furent transférées à d’autres fonctionnaires. Sous Léon III, le magistros devint le président du sénat et le représentant de l’empereur lorsque celui-ci était absent de la capitale. Lorsqu’un deuxième magistros fut créé, le premier prit le titre de protomagistros. Probablement sous Michel III la dignité commença à être conférée à plusieurs personnes et un ordre restreint se créa. 
Mandator (mandataire) [μανδάτωρ] : Fonctionnaire subalterne au service de l’empereur ou de hauts dirigeants civils (logothètes) et militaires (stratégoi), employé pour des missions spéciales. Dans le Kletorologion, les mandatores sont classés au quatrième rang (ordre ascendant) de la cour impériale. Le protomandator d’un thème, ou chef des mandatores semblait jouir d’une importance considérable. 
Megas […] (grand […] ) : Composante d’un titre créé par Alexis Comnène. Dans la première partie d’un titre, le qualificatif megas signifie « suprême » ou « en chef ». 
Megas adnoumiastes (grand énumérateur) [μέγας ἀδνουμιαστής]. Officier subalterne du megas domestikos qui accompagnait celui-ci durant les visites d’inspection et qui prenait note des soldats et de l’équipement qui leur manquait. Selon Pseudo-Kodinos, cette fonction occupait le 46e rang de la hiérarchie impériale entre le koiastor et le logothetes tou stratiotikou.
Megas archon (grand archon) [μέγας ἄρχων]. Titre byzantin désignant à l’origine un étranger de haut rang et signifiant alors « grand prince ». Il devient par la suite un titre de cour désignant le plus haut officier de la suite impériale. Toutefois Pseudo-Kodinos le classe en 35e place dans la hiérarchie impériale, entre le protospathaire et le tatas tes aules.
Megas dioikētēs (grand administrateur) [μέγας διοικητής]. Fonctionnaire provincial responsable de l’administration des finances sous les Paléologue. Cette fonction sera remplacée au XIIe siècle par celle de praktōr. Selon Pseudo-Kodinos, le titre venait au 55e rang de la hiérarchie entre le prōtallagatōr et l’orphanotrophos et n’était associé à aucune fonction particulière; dans d’autres sources le titulaire était chargé de fonctions fiscales et judiciaires.
Megas domestikos (grand domestique) [μέγας δομέστικος]. Commandant militaire suprême des armées de terre après l’empereur. Semble avoir remplacé le domestikos ton scholon. Fréquemment mentionnée après le XIe siècle, la fonction continua à exister jusqu’à la fin de l’empire.
Megas doux (grand duc) [μέγας δούξ]. Poste créé par Alexis Ier ; le megas doux était l’amiral en chef de la marine impériale. Il avait comme assistant le droungarios tou ploimou.
Megas droungarios tes viglas (Grand drongaire de la Veille) [μέγας δρουγγάριος τῆς βίγλης/βίγλας]. À l’origine le drongaire de la Veille était un officier militaire qui commandait le régiment dit « de la Veille » parce qu’il assurait la protection de l’empereur. Son commandant accompagnait celui-ci et participait à de nombreuses cérémonies. Vers 1030, la fonction passa du domaine militaire au domaine juridique et son titulaire reçut le qualificatif de « Grand » (μέγας). Il prit charge de l’un des principaux tribunaux de Constantinople. Après le sac de Constantinople par les croisés, la fonction disparut pour réapparaitre sous les Paléologues. Elle perdit alors ses fonctions juridiques pour ressembler davantage à ce qu’elle était auparavant; toutefois il s’agissait alors d’une dignité de la cour sans véritable responsabilités. 
Megas hetaireiarches (grand hétériarque) : voir plus haut hetaireiarches.
Megas Komnenos (Grand Comnène) [Μέγας Κομνηνός] : Titre porté par les empereurs de Trébizonde. Porté de façon officieuse au XIIe siècle par certains membres de la famille Comnène, il en vint à désigner les membres de la branche de cette même famille installés à Trébizonde.
Megas konostaulos ou konostablos (Grand connétable) [κονόσταυλος, κονοσταῦλος ou κονόσταβλος], devint par la suite kontostaulos/kontostablos (κοντόσταυλος); titre militaire élevé, d'origine normande, désignant le commandant des légions mercenaires dans l'Empire de Nicée, puis dans l'Empire byzantin rétabli. 
Megas logariastēs (grand comptable) [μέγας λογαριαστής]. Poste créé vers 1094 par Alexis Ier et attesté jusqu’au XIVe siècle, le titulaire partage alors la fonction de contrôleur général des impôts avec le sacellaire avant de remplacer ce dernier. Selon Pseudo Kodinos  le megas logariastes se situe à la quarantième place dans la liste des offices byzantins, après le logothète de l'oikeiakon et avant le protokynegos; simple fonction honorifique, elle n’implique aucune charge particulière. 
Megas logothetes (grand logothète) [μέγας λογοθέτης] : À l’origine, appelé logothetes ton sekreton, haut fonctionnaire chargé depuis Alexis Ier de superviser et de coordonner les autres départements (sekreta). Équivalent d’un premier ministre à l’époque moderne.
Megas stratopedarkēs (grand stratopédarque = maitre du camp) [μέγας στρατοπεδάρχης]. Titre créé par l’empereur Théodore II Lascaris (r. 1254-1258)  cette fonction est à l’origine chargée de l’approvisionnement de l’armée. Selon Pseudo-Kodinos, il s’agirait de la septième fonction en importance dans la hiérarchie des offices impériaux, entre celle de prōtostratōr et celle de megas primmikērios ou grand primicier. Comme d’autres, elle ne sera plus sous les Paléologue qu’un titre honorifique sans fonction particulière qui lui soit rattachée.
Megas tzaousios (grand messager) [μέγας τζαούσιος]. Personnage militaire de la fin de l'Empire byzantin servant dans les provinces et dont les fonctions exactes sont mal connues. Dans le despotat de Morée, il semble combiner les fonctions civiles et militaires de commandant d’une garnison ou kastron; en Macédoine et en Thrace son rôle semble purement militaire. Dans le Livre des Offices de Pseudo-Kodinos, il est décrit comme le responsable du maintien de l'ordre au sein de la suite impériale.
Merarchēs (mérarque) [μεράρχης] : Rang militaire d’interprétation difficile. Au VIe siècle, l'armée de campagne commandée par un stratège comprenait habituellement trois merē (meros au singulier), chacun étant d'une taille de 700 hommes; chaque meros était divisée en plusieurs moirai comprenant elles-mêmes plusieurs banda. À partir du VIIe siècle, le terme fut progressivement remplacé par celui de tourmarque, et celui de meros par celui de turme. Toutefois, le Kletorologion semble distinguer les deux fonctions, le mérarque étant un tourmarque résidant dans la capitale et n’ayant pas de responsabilité géographique précise.
Metropolites (métropolite) [μητροπολίτης, lit. « de la métropole »] : Évêque responsable d’un territoire ecclésiastique coïncidant normalement avec une province civile. Il devait confirmer toutes les élections à des sièges épiscopaux dans son territoire; il convoquait et présidait le consistoire des évêques de son territoire qui devait en principe se réunir deux fois par année. 
Müfti (mufti) : Dans l’empire ottoman, haut dignitaire religieux musulman ayant le pouvoir de rendre une fetvâ.
Mystikos (secrétaire) [ μυστικός]: Secrétaire particulier ("secret") du basileus.

## N
Nobelissimos (nobellissime) [νωβελίσσιμος, lit. « très noble »] : Au IIIe siècle, épithète associée au titre de césar que les empereurs conféraient à leurs fils naturels ou adoptés. Il devint un titre indépendant au IVe siècle. Placé immédiatement sous celui de césar, il est réservé aux proches parents de l’empereur. Dans le Kletorologion, il vient immédiatement après celui de césar. 
Nomophylax (nomophylax) [νομοφύλαξ, lit. « gardien des lois »] : Fonction créée par Constantin Monomaque pour désigner le doyen de la faculté de Droit de l’université destinée à former les magistrats de l’administration. Cette fonction fut bientôt doublée par les autorités ecclésiastiques de telle sorte qu’au XIVe siècle il existait deux nomophylakes.

## O
Oikeios anthrôpos (litt: l'homme de la maison) [οικείος ἄνθρωπος ]: Homme de l'entourage immédiat de l'empereur, souvent chargé d'importantes missions, même s'il ne possède pas de titre particulier. 
Oikoumenikos patriarches (patriarche œcuménique) [Οικουμενικός Πατριάρχης].Titre du patriarche de Constantinople. Au premier concile de Constantinople (381), le patriarcat de Constantinople fut placé immédiatement après celui de Rome en raison du rôle politique que jouait la nouvelle capitale de l’empire. Le titre du patriarche de Constantinople (ο Αρχιεπίσκοπος Κωνσταντινουπόλεως, Νέας Ρώμης και Οικουμενικός Πατριάρχης – Archevêque de Constantinople, nouvelle Rome, patriarche œcuménique) reflète cette position et constitua un motif de friction entre Rome et Constantinople. Le patriarche de Constantinople devait devenir le personnage le plus important de l’empire après le basileus.
Orphanotrophos (orphanotrophe) [όρφανοτρόφος] : Terme venant d’orphanotropheia ou orphelinat, institution qui accueillait non seulement les orphelins, mais aussi les voyageurs. À partir du IXe siècle, les orphanothrophoi devinrent membres de la hiérarchie et jouaient un rôle dans la distribution des charités impériales. Au XIVe siècle, la fonction était devenue un simple titre honorifique conféré à des personnalités connues pour leur philanthropie.
Ostiarios (ostiarios) [ὀστιάριος, du latin ostiarius, « portier »] : À l’origine, fonction réservée à un eunuque qui avait la charge de présenter les invités d’honneur à l’empereur. Elle se transforma en simple dignité, se situant entre les spatharokoubikoularioi et les primikerioi et était généralement conférée à des fonctionnaires comme les protonotarioi.

## P
- Panhypersebastos (panhypersébaste) [πανυπερσέβαστος, lit. « tout à fait sébaste »] : Titre créé lors de la refonte des titres de noblesse par Alexis Comnène et conféré à de nombreux membres de familles nobles. Égal en dignité au megas domestikos.

- Papias tou megalou palatiou (papias tou megalou palatiou) [ό παπίας τού μεγάλου παλατίου] : fonctionnaire chargé des services dans le Grand Palais (par opposition à la Magnaura et au Daphnée qui depuis le règne de Michel III avaient chacun leur papias). Il avait en sa possession les clés des portes dont il assurait la sécurité, l’illumination, l’entretien, etc.

- Parakoimomenos (parakimomène) [παρακοιμώμενος, lit. « qui dort auprès de »] : Eunuque du palais gardant la chambre à coucher de l’empereur. Plus haute dignité à laquelle pouvait prétendre un eunuque. Ce titre a probablement remplacé celui de praepositus sacri cubiculi. Certains parakimomènes prirent une importance allant bien au-delà de leurs fonctions, devenant même domestikos ton scholon.

- Paraphylax (paraphylax) [παραφύλαξ, lit. « gardien-chef »] : Officier militaire de rang subalterne.

- Parathalassites (parathalassitès) [παραθαλασσίτης, lit. « près de la mer »] : Juge maritime responsable de la côte et du port de Constantinople, il surveillait l’entrée des marchandises et le paiement des droits de douane.

- Patriarche (patriarche) [πατριάρχης] : À l’origine, évêque d’un des cinq sièges épiscopaux fondés d’après la tradition par un apôtre : Rome, Constantinople, Alexandrie, Antioche et Jérusalem. Leur statut fut reconnu par le concile de Nicée[Lequel ?]. Le nombre de patriarches s’accrut par la suite reflétant, dans les pays orthodoxes, leur indépendance politique vis-à-vis de Constantinople.

- Patrikios (patrice ou patricien) [πατρίκιος] : Titre honorifique créé par Constantin Ier et accordé très parcimonieusement aux IVe et Ve siècles. Justinien ouvrit l’ordre à tous les illustres de sorte que leur nombre se multiplia rapidement. Il fut conféré à des fonctionnaires civils et militaires de haut rang ainsi qu’à des monarques étrangers. Aux VIIIe et IXe siècles, les patriciens furent répartis en deux catégories : les περίβλετοι (péribletoi) conservèrent comme insigne leur tablette d’ivoire et les ἀνθύπατοι καὶ πατρίκιοι (anthupatoi kai patrikioi) qui reçurent en plus le titre de proconsul et dont les tablettes étaient de couleur pourpre. Son importance diminua à partir du Xe siècle et disparut entièrement au XIIe.

- Phylarch (phylarque) [φύλαρχος] : Titre accordé au VIe siècle aux "chefs des peuples" semi-indépendants de l'Empire (Arabes, Slaves, plus tard Albanais et Valaques).

- Porphyrogennetos (porphyrogénète) [πορφυρογέννητος, lit. « né dans la pourpre »] : Titre donné aux empereurs nés dans la Porphyra, la chambre du Palais aux murs de marbre de porphyre, signe indubitable de leur ascendance légitime et de leur droit de régner.

- Praepositus sacri cubiculi (grand chambellan) [πραιπόσιτος τοῦ εὐσεβεστὰτου κοιτῶνος] : Pratiquement toujours un eunuque, l’un des plus importants personnages de la cour aux Ve et VIe siècles. Aux VIIe et VIIIe siècles, la fonction perd ses charges pour se confiner à un rôle de cérémonie. Grand chambellan de l’empereur et ayant sous ses ordres les koubikoularioi, il était chargé de l’administration des appartements de l’empereur, de l’organisation des réceptions, etc.

- Praeses (pl. praesides ; président) : terme latin signifiant « qui a la priorité ». À l’origine, il désignait les gouverneurs de province. À la suite des réformes de Dioclétien et de Constantin, le terme désigna une classe spécifique de gouverneurs de province ; en Occident, ils venaient après les "consulares" et les "correctores" ; en Orient ils prenaient rang entre les deux. Dans l’usage courant, les « praesides » étaient aussi désignés par des titres plus génériques comme « iudex » (juge), « rector » ou « moderator ». En grec, le terme était traduit par ἡγεμὼν (hegemon).

- Praetor (préteur) [πραίτωρ] : Fonctionnaire ayant des pouvoirs judiciaires et de police dans le Bas-Empire. Le titre réapparait sous sa forme grecque au IXe siècle pour désigner un fonctionnaire provincial sous l’autorité d’un strategos. À partir de la fin du Xe siècle, le terme est synonyme de krites (juge). La fonction prit de l’importance et à la fin du siècle suivant, les praitors étaient chargés de l’administration civile des thèmes. Au XIIe siècle, l’administration civile (praitor) et militaire (doux) furent combinées. Il disparait après 1204.

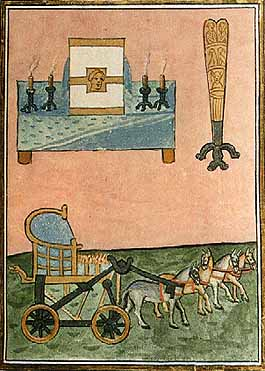
Insigne du Prefectus pretorio per Illyricum, in partibus Orientis selon la Notitia Dignitum (env. 400)

- Praitor dēmon (praitor du peuple) [πραίτωρ δήμων]. Fonction créée par Justinien au VIe siècle. Sous l’autorité du préfet de la ville, le praitor du peuple avait entre autres fonctions l’extinction des feux qui ravageaient épisodiquement la capitale. Il avait sous ses ordres vingt soldats et trente pompiers.

- Praktor (praktor) [πράκτωρ] : fonctionnaire subalterne du Trésor. On ignore quelles étaient exactement ses fonctions mais elles semblent assimilées à la collection de taxes. Pourrait être l’équivalent du kommerkiaros.

- Prefectus praetorio (préfet du prétoire) [ἔπαρχος ou ὕπαρχος τῶν πραιτωρίων] : Sous le principat, militaire commandant la garde de l’empereur. À partir du IVe siècle, important fonctionnaire civil responsable de la préfecture d’une province ; s’applique surtout au préfet de l’Est, résidant à Constantinople et contrôlant la plus grande des provinces orientales. Au VIIe siècle, la fonction perdit son importance au profit des exarques à l’Ouest et des logothètes à l’Est. Ses fonctions étaient celles d’un ministre de l’intérieur et incluaient des pouvoirs administratifs, financiers, judiciaires et législatifs.

- Primicerius (primicier ou primicère) [πριμικήριος] : dans le Bas-Empire romain  et dans l’Empire byzantin, ce titre désignait le chef de certains postes à la cour (primicerius sacri cubiculi), de certains départements dans l’administration civile (primicerius notariorum) et militaire (primicerius scholae palatinae). À partir du XIe siècle, le megas primikerios devint une sorte de maitre de cérémonie. Le titre exista jusqu’à la conquête par les Ottomans.  Il fut aussi utilisé dans l’Église pour désigner les supérieurs de certaines églises ou chapitres.

- Proconsul (proconsul) [ἀνθύπατος] : fonctionnaire de haut rang gouvernant une province importante. Celui-ci ne dépendait pas d’un vicaire, mais relevait directement du préfet du prétoire.

- Proedros (président) [πρόεδρος] : titre créé par Nicéphore Phocas en 960. S’appliquant au président du Sénat, il fut souvent utilisé pour indiquer une prééminence parmi les détenteurs d’un même titre. Il est alors l’équivalent de proto- (par exemple : proedros notarioi ou protonotarios).

- Proeleusimaioi (proeleusimaioi) [προελευσιμαίοι] : terme désignant les dignitaires qui avaient droit de prendre part aux processions impériales (προελεύσεις).

- Prokathemenos (président, chef, etc.) [προκαθήμενος] : titre désignant un chef de département (prokathemenos d’un sekreta), un président de tribunal (prokathemenos des demosiaka dikasteria « cour d’État ») ou le gouverneur d’une ville.

- Proto- : Du grec πρῶτος, protos, ce préfixe que l’on retrouve dans plusieurs titres (voir ci-après) signifie « le premier ». Dans certains cas, il n’a toutefois qu’une valeur honorifique.
- Protasekrētis ou protoasekrētis [πρωτασηκρῆτις] : chef du collège des asekretis. Comme chef de la chancellerie impériale, il devait notamment superviser la rédaction des chrysobulles. La fonction continua à exister au-delà du XIIe siècle même si le collège semble avoir disparu.
- Protekdikos (protekdikos) [πρωτέκδικος, lit. « premier edikos »] : titre attesté au VIIe siècle et désignant le clerc qui présidait le ekdikeion, tribunal composé de prêtres. Rattaché à Hagia Sophia, son rôle semble avoir été de protéger les esclaves, les gens ne pouvant payer leurs dettes et ceux qui étaient soupçonnés de meurtres.
- Protokynegos [πρωτοκυνηγός] : titre honorifique désignant le premier chasseur auprès de l'empereur byzantin.
- Protonotarios (protonotaire) [πρωτονοτάριος, lit. « premier notaire »] : chef des notaires travaillant dans un département. Il existait deux sortes de protonotaires : ceux de l’empereur, aussi appelés proedroi ou primikerioi et ceux des départements (sekreta).
- Prōtopatrikios (premier patricien) [πρωτοπατρίκιος] titre que l’on retrouve dans l’Empire d’Orient de 367 à 711 et qui était probablement l’apanage du titulaire le plus senior présidant l’ordre des patriciens.
- Protosebastos (protosébaste) [πρωτοσέβαστος] : titre créé lors de la refonte des titres de noblesse par Alexis Comnène et désignant le premier auguste. Il était conféré aux proches parents de l’empereur ainsi qu’aux membres des grandes familles nobles.
- Protospatharios (protospathaire) [πρωτοσπαθάριος] : à l’origine, fonction du chef des spathaires ou porte-épées de l’empereur. L’ordre des protospathaires se différencia probablement de celui des spathaires sous la dynastie des Héraclides. Entre les deux fut insérée une troisième classe, celle des spatharokandidatoi. Devenu titre honorifique, il était attribué à d’importants généraux, des gouverneurs de province et des princes étrangers.
- Protospatharios tēs phiales (protospathaire tēs phiales) [πρωτοσπαθάριος τής φιάλης] : fonctionnaire responsable des barques privées de l’empereur.
- Protostrator (protostrator) [πρωτοστράτωρ] : Le protostrator était à l’origine le chef de l’ordre des stratores dont la fonction était d’aider l’empereur à monter à cheval. La fonction prit de l’importance, le protostrator chevauchant près de l’empereur dans les cortèges et, lors des triomphes, mettait l’épée impériale sur le cou des captifs. Il devint sous les Paléologues une dignité élevée dont le titulaire commandait des troupes et avait des responsabilités cérémonielles. À partir du XIIIe siècle les fonctions de protostrator et de megas doux eurent tendance à se confondre.
- Protovestiarios (protovestiaire) [πρωτοβεστιάριος] : à l’origine, eunuque chargé de la garde-robe privée du basileus. Cette « garde-robe » comprenait d’autres effets que les vêtements impériaux, incluant probablement un trésor qui servait aux gratifications lors de diverses occasions. Du IXe au XIe siècle, la fonction n’eut plus rien à voir avec la garde-robe impériale. Les protovestiaires commandaient des armées, conduisaient les négociations de paix, faisaient enquête sur les tentatives de complots, etc. Le terme devint par la suite un titre purement honorifique, mais particulièrement élevé puisque certains protovestiaires avaient préséance sur le megas domestikos.
- Protovestiarites (protovestiarites) [πρωτοβεστιαρίτης] : chef d’un détachement appelé vestiaritai, ou garde impériale, qui exerçait également des fonctions fiscales. Son existence est attestée du XIe au XVe siècle, mais à partir du XIIIe siècle ses fonctions semblent avoir été purement fiscales et rattachées à l’armée.

## Q
Quaesitor : Fonction créée par Justinien Ier en 539, c'est un fonctionnaire de Constantinople chargé de contrôler les personnes voulant venir dans la cité impériale, notamment celles qui sont sans emplois, afin de prévenir la montée de l'insécurité dans la ville.
Quaestor sacri palati (questeur du palais sacré) [κυαίστωρ ou κοιαίστωρ] : Fonction créée par Constantin Ier. À l’origine, fonctionnaire responsable de la rédaction des lois et des pétitions adressées à l’empereur. Son importance crût jusqu’aux VIIIe/IXe siècles. Il est alors la principale autorité de l’empire en matière judiciaire; il conseille l’empereur sur les questions juridiques et supervise la rédaction des lois. Par la suite, ses responsabilités furent transférées au logothetes tou dromou, au epi ton deeseon et autres. Au IXe siècle, il est plutôt considéré comme un juge, à l’instar du quaesitor, fonction créée par Justinien Ier qui exerçait des fonctions judiciaire et de police à Constantinople.

## R
Referendarios (referendarios) [ρεφερενδάριος] : Fonctionnaire ecclésiastique, généralement un diacre, qui assurait la liaison entre le bureau du patriarche et la cour impériale. Il jouait un rôle clé dans les cérémonies impliquant à la fois le basileus et le patriarche et présentait les nouveaux higoumènes et métropolites à l’empereur. 
Rhaiktor (recteur) [ραίκτωρ] : Fonctionnaire impérial créé par Basile Ier le Macédonien ou Léon VI, dont les fonctions étaient, semble-t-il, d’administrer le palais impérial.

## S
Sakellarios (sacellaire) [σακελλάριος] : À l’origine, administrateur du sakellion ou bourse privée de l’empereur; à partir du VIIe siècle, haut fonctionnaire chargé de contrôler les dépenses du domaine; à partir du IXe siècle, le sacellaire devint un contrôleur général chargé de la supervision de tous les départements et ministères traitant de finances; il se vit ajouter le qualificatif de megas au XIe siècle. Il existait également un sacellaire ecclésiastique qui jouait un rôle similaire au sein du personnel du patriarche. 
Scholae palatinae (scholae palatinae) [Σχολαὶ]: Membres de la garde impériale d’élite comprenant à l’origine cinq régiments (tagmata) de cinq cents hommes chacun; créée probablement par Constantin Ier cette unité exista jusqu’au XIe siècle. À l’origine commandée par un komes elle passa sous le commandement du domestikos ton scholon, qui à l’occasion commandait l’ensemble de l’armée de terre.
Sebastos (sébaste) [σεβαστός, lit. « vénérable »] : Titre servant aux Ier et IIe siècles à rendre le terme latin d’auguste. Il réapparut au XIe siècle lorsqu’il fut conféré à Alexis (Ier) et à son frère Isaac. Alexis s’en servit pour sa réforme des titres (sebastokrator, Panhypersébaste|panhypersebastos et protosebastos). Le titre lui-même continua à être conféré presque exclusivement aux membres de la famille impériale. Il commença à perdre de son prestige vers la fin du XIIe siècle. 
Sebastokrator (sébastocrate)  [σεβαστοκράτωρ] : Titre créé par Alexis Comnène pour son frère Isaac Comnène. À l’origine, il était le premier titre de la hiérarchie après celui de basileus. Il passera au second rang lors de la création du titre de despote. Après 1204, il fut aussi utilisé dans l’empire latin.
Sebastophoros (sébastophore) [σεβαστοφόρος] : Titre élevé à la cour byzantine et réservé aux eunuques aux Xe – XIIe siècles. Ses fonctions sont peu claires.
Sekretikoi (secrétaires) [σεκρετικοί, de σεκρέτον, « département »] : Terme générique utilisé à partir du IXe siècle pour désigner l’une des trois catégories de fonctionnaires, les deux autres étant les juges et les demokratai. Elle incluait le sakellarios, plusieurs logothetai et chartoularioi, le protasekretis, l’epi tou eidikou, les kouratores et l’orphanotrophos. Leurs principales fonctions étaient financières. 
Senator (sénateur) [συγκλητικός] : Constantinople, à l’instar de Rome, possédait un sénat. Les sénateurs étaient répartis en trois catégories : illustres, spectabiles et clarissimi. À la suite de la réforme du XIe siècle, tous les hauts dignitaires à partir du rang de protosphatharios et membres du haut clergé à partir de synkellos devinrent membres du sénat. 
Silentiarios (silentiaire) [σιλεντιάριος] : Fonctionnaires appartenant à l’origine à l'ordre des cubicularii. Ils étaient recrutés parmi les sénateurs et chargés de maintenir le bon ordre durant les audiences impériales. La création d’une classe sénatoriale spéciale pour les ex-silentiaires conduisit à la création de silentiaires honoraires. 
Skouterios (porte-bouclier) : Porte-étendard de l'emblème impérial lors des derniers siècles de l'Empire.
Spatharios (spatharios) [σπαθάριος, lit. « porteur du glaive »] : Dans le Bas-empire, membre de la garde personnelle de l’empereur. À partir du VIIIe siècle, titre purement honorifique qui disparait au XIIe siècle. 
Spatharokandidatos (spatharocandidats) [σπαθαροκανδιδᾶτος] : Du IVe au VIe siècle, gardes du palais. À partir du IXe siècle, cette distinction semble avoir été conférée à des fonctionnaires de rang intermédiaire comme les juges ou les « notaires ». Le terme disparait au XIIe siècle. 
Spectabilis (spectabilis) : Titre servant à partir du IVe siècle à désigner un sénateur de rang intermédiaire entre les rangs de clarissimus (moins élevé) et illustris (plus élevé). À partir du VIe siècle, les spectabilis furent élevés à la dignité d’illustris alors que ces derniers se virent conférés le nouveau titre de gloriosi. 
Stratarches (stratarque) [στρατάρχης] : du IXe au XIe siècle, classe de hauts gradés militaires chargés des finances et de l’administration. À partir du XIe siècle, le terme perd son sens technique et, souvent accompagné des qualificatifs megas ou pan, devient un titre honorifique attribué aux généraux victorieux. 
Strategos (général) [στρατηγός] : À l’origine le terme désigne un général d’armée. Puis, il est utilisé comme équivalent grec de magister militum. Avec la création des thèmes au VIIe siècle, les strategoi deviennent des gouverneurs militaires et civils. Au VIIIe siècle, plusieurs d’entre eux tenteront de s’emparer du trône, si bien que les empereurs scinderont les thèmes, multipliant le nombre de strategoi, réduisant leur terme d’office et leurs pouvoirs. Leur rôle diminua encore au XIe siècle alors que l’administration civile fut confiée à des juges et que, en tant que commandants des garnisons, les strategoi furent placés sous les doukes. Au début du Xe siècle, le bureau des stratèges comprenait : (1) les tourmarques, (2) les mérarques, (3) le komes tès kortès, (4) le chartularios, (5) le domestique, (6) les drungarii bandorum, (7) les comites bandorum, (8) le centarchos spathariorum, (9) le komes tès étaireias, (10) le protocancellarios, (11) le protomandator et, pour les thèmes maritimes, (12) les protocarabi et (13) les centarchi. 
Strategos autokrator (commandant en chef) [στρατηγος αυτοκρατωρ] : commandant en chef des armées d'Orient et d'Occident; souvent utilisé pour désigner le domestique des scholes.
Stratopedarkes (stratopédarque) [στρατοπεδάρχης] : Le terme apparait au Ier siècle comme traduction grecque de praefectus castrorum « préfet d’un camp militaire ». Il est utilisé par la suite avec le sens de général (strategos). Au Xe siècle, on note l’existence de deux stratopédarques, un pour l’Orient et l’autre pour l’Occident. Au siècle suivant, le terme sera utilisé pour désigner le général en chef de l’armée.
Strator [στράτωρ, aussi appelé hippokomos]: À l’origine, position dans l’armée romaine pouvant se traduire par « écuyer ». Pouvant être simple soldat ou centurion, le stator voyait entre autres à l’entretien des écuries des hauts dignitaires militaires ou civils. Dans l’empire byzantin, le titre, généralement honorifique, était conféré par un insigne (dia brabeiou axia), en l’occurrence un fouet d’or. Le Kletorologion de 899 le situe en sixième position à partir des moins importants entre le kandidator (supérieur) et l’hypatos (inférieur). 
Subachi (subachi) : Dans l’empire ottoman, responsable d’une circonscription administrative, subdivision d’un sandjak, généralement un kâzâ.
Sultan (sultan) : Titre arabe utilisé pour désigner les souverains seldjoukides, puis par les souverains mamelouks et ottomans. Bien qu’en théorie sous l’autorité du calife, les souverains seldjoukides devinrent en pratique rapidement indépendants.
Symponos (symponos) [σύμπονος] : Avec le logothetes tou praitoriou, l’un des deux assistants de l’éparque de Constantinople, plus spécialement chargé des relations avec les corps de métier. 
Synodos endèmousa ( Synode permanent  ) [ἐνδημουσα σύνοδος]: Futur Saint Synode; assemblée permanente autour du patriarche qui doit se  référer à lui pour toute décision dogmatique ou disciplinaire. 
Synkellos (syncelle) [σύγκελλος, lit. « qui partage la même cellule »]: Homme de confiance d’un patriarche ou d’un évêque et souvent son successeur désigné; le syncelle du patriarche œcuménique de Constantinople faisait également partie de la hiérarchie civile, était considéré comme membre du sénat et servait d’intermédiaire entre le basileus et le patriarche.

## T
Tagma, pl. tagmata (tagma, pl. tagmata) [τάγμα]: Unité d’infanterie et de cavalerie d’élite de la taille d’un régiment, constituant l'armée permanente de l’empire. Initialement, Constantin V créa deux tagmata, celui des scholae palatinae et des exkoubitores. S’y ajoutèrent par la suite les vigla et les hikanatoi. Vers la fin du Xe siècle, lorsque les tagmata commencèrent à être postées dans les provinces, la distinction entre celles-ci et les armées des thèmes commença à s’effacer. 
Thalassokratôr (Amiral en chef) [θαλασσοκρατωρ] : Commandant en chef de la flotte impériale.
Toparches (toparque) [τοπάρχης] : Fonctionnaire de moyenne importance administrant un district. À partir du Xe siècle, il est utilisé pour désigner les chefs de territoires étrangers et devient synonyme d’archonte. Il peut également désigner des gouverneurs byzantins qui ont acquis une certaine indépendance vis-à-vis Constantinople. 
Topoteretes (topoteretes) [τοποτηρητής] : Lieutenant des commandants militaires des thèmes, des commandants des tagmata et de la marine byzantine. Il dirige normalement la moitié de l’unité dont son supérieur a la charge.
Tourmarches (tourmaque) [τουρμάρχης] : Officier militaire, premier assistant du strategos et gouverneurs des turmes ou districts du thème géographique. Il commandait une turma, détachement de 3 000 hommes. Il y avait de deux à quatre turmai par thème
Tsar (tsar, terme dérivé de « césar ») : Terme servant à désigner le souverain de Russie.
Tzaousios (pl. Tzaousioi) : officier militaire de la fin de l'Empire byzantin aux fonctions mal connues.

## V
Vestès (vestes) [βέστης] : Titre honorifique conféré à d’éminents généraux comme Isaac Comnène, stratopédarque d’Orient. Au XIe siècle s’ajouta le titre de protovestes. Ne pas confondre avec vestiarites. 
Vestiarites (vestiarite) [βεστιαρίτης]:  Officier commandant le corps des vestiaritai qui assuraient la garde rapprochée de l’empereur. Ils remplacèrent progressivement les autres corps de garde de l’empereur à Constantinople. Ne doit pas être confondu avec le titre beaucoup plus ancien de vestiarios.
Vestiarios (vestiarios) : Fonctionnaire administrant le Trésor public, sorte d’arsenal pour l’armée et la marine où l’on conservait également les objets précieux. Ne pas confondre avec le sakellarios responsable du Trésor i.e. des finances publiques. 
Vestitores (vestitores) [βεστήτορες] : Fonctionnaires chargés à l’origine de la garde-robe impériale. Comme les silentiaires, ils faisaient partie des cubicularii et appartenaient à l’ordre sénatorial. 
Vicarius (vicaire [du préfet du prétoire], lit. « député, assistant ») : Haut fonctionnaire de rang vir spectabilis, gouverneur d’un diocèse.
Vigla (garde) [βίγλα] Corps de cavalerie d’élite, aussi appelé « arithmos » créé probablement au VIIIe siècle et stationné à Constantinople pour garder le palais impérial.
Vir [clarissimus, spectabilis, illustris, etc.] : détenteur d’un titre honorifique; voir sous l’adjectif approprié (clarissimus, spectabilis, illustris).

## Z
Zoste patrikia (sostè patrikia) [ζωστή πατρικία, lit. « patrice à la ceinture »] : Titre réservé aux femmes et accordé aux dames d’honneur de l’impératrice. La première à porter le titre fut Thoktiste, la mère de l’impératrice Théodora (VIe siècle). S’emploie du IXe au XIe siècle et se situe à égalité du côté masculin avec le magistros et le proedros. Autrement, les femmes portent le titre de leur époux à la forme féminine. 
Župan (Joupan) [en serbe : жупан ; en croate: župan]: Titre slave désignant le chef d’une unité territoriale correspondant à une principauté ou à un duché.

#### Sources anciennes
Pour les premiers siècles de l’Empire byzantin, on dispose de trois textes de base :
- la Notitia dignitatum, compilation de toutes les fonctions civiles et militaires dans les deux parties de l'empire, elle constitue la principale source de référence. Il s’agit d’un document administratif datant de la fin du IVe siècle [lire en ligne (page consultée le 1er septembre 2016)] ;
- le Codex Theodosianus : compilation sur ordre de l’empereur Théodose, rassemblant les constitutions émises depuis le règne de Constantin Ier, promulgué à Constantinople le 15 février 438 [lire en ligne (page consultée le 1er septembre 2016)] ;
- le Codex Iustinianus : connu sous son nom latin de corpus juris civilis, compilation et codification du droit romain antique, promulgué en deux volets datant respectivement de 427 et de 534 [lire en ligne (page consultée le 1er septembre 2016)].

Pour les siècles suivants, on dispose de diverses taktika (τακτικά) ou traités sur le cérémonial et les préséances de la cour, datant pratiquement toutes des Xe et Xe siècles[Quoi ?], comme le Kletorologion de Philothée.
Enfin, un Traité des offices, attribué au pseudo-Kodinos, curopalate à la cour, se présentant sous forme de trois textes dont l'un traite des fonctions à la cour (Τακτικόν περί των οφφικίων του Παλατίου Kωνσταντινουπόλεως και των οφφικίων της Μεγάλης Εκκλησίας) et renseigne sur les dignités palatines et ecclésiastiques ainsi que sur les cérémonies ayant existé à l'époque des Paléologue.

#### Sources contemporaines
- Louis Bréhier, Le monde byzantin, vol. 1 : Vie et mort de Byzance, Paris, Albin Michel, coll. « L’évolution de l’humanité », 1946 (réimpr. 1969).
- Louis Bréhier, Le monde byzantin, vol. 2 : Les institutions de l’Empire byzantin, Paris, Albin Michel, coll. « L’évolution de l’humanité », 1949 (réimpr. 1970).
- (en) John Bagnell Bury, The Imperial Administrative System of the Ninth Century : With a Revised Text of the Kletorologion of Philotheos, Londres, Oxford University Press, 1911.
- Ch. Diehl, Byzance, grandeur et décadence, Paris, Flammarion, 1920.
- (en) Alexander Kazhdan (dir.), Oxford Dictionary of Byzantium, New York et Oxford, Oxford University Press, 1991, 1re éd., 3 tom. (ISBN 978-0-19-504652-6 et 0-19-504652-8, LCCN 90023208).
- Robert Mantran (dir.), Histoire de l’Empire ottoman, Paris, Fayard, 1989, 810 p. (ISBN 978-2-213-01956-7).
- Nicolas Oikonomidès, Les listes de préséance byzantines des IXe et Xe siècles, Paris, CNRS, 1972.
- Georges Ostrogorsky (trad. de l'allemand), Histoire de l’État byzantin, Paris, Payot, 1983, 649 p. (ISBN 2-228-07061-0).
- (en) John H. Rosser, The A to Z of Byzantium, Toronto et Oxford, The Scarecrow Press inc. Lanham, 2006 (ISBN 978-0-8108-5591-5).
- (en) John Sheppard, The Cambridge History of the Byzantine Empire, c. 500-1492, Cambridge, Cambridge University Press, 2008, 1207 p. (ISBN 978-0-521-83231-1).